# Solar de Galvão
O Solar de Galvão localiza-se na freguesia de Vila e Roussas, em Melgaço, distrito de Viana do Castelo, Portugal. Foi o primeiro solar a ser construído fora das muralhas da vila de Melgaço, tendo sido concluída a sua construção no século XVII. 

## História e Características
Construído no século XVII, o solar minhoto situa-se na principal entrada da Vila de Melgaço, a apenas 700 metros do centro, sendo conhecido pelo seu papel de “anfitrião” a quem visita o centro urbano.
O edifício principal caracteriza-se pela sua planta em formato T e pelo seu estilo "castelar" ou militar, adornado pelas ameias que encimam o seu beiral, assente em paredes em alvenaria de pedra aparelhada e revestida por argamassas de cal hidráulica e cal. Na sua fachada principal encontra-se detalhado em cantaria o brasão da família que mandou erigir o solar, sendo este referente à família de Magno Pereira de Castro, de Fornelos e Melgaço, descendente de D. Álvaro Pires de Castro (1310-1384), irmão de D. Inês de Castro (1325-1355), detentores então do título de Condes de Monsanto. O solar possui dois andares, servindo o inferior de cave e armazém e o superior de residência, sendo composto por três amplos salões nobres, uma casa de banho, um quarto e uma cozinha.

Na sua propriedade, para além de uma fonte e da casa dos caseiros, ainda resiste uma capela, tendo como oráculo Santo António, padroeiro da família Castro de Melgaço. Encimado, na fachada, outro brasão, também em cantaria, reproduz os quatro costados dos Souzas, Castros, Lobatos e Soares de Tangil. O terreno que envolve a moradia servia para o cultivo de vinha.
Actualmente o solar ainda pertence à família Castro, e apesar de se encontrar num avançado estado de degradação, está classificado como Imóvel de Interesse Municipal de Melgaço, pelo IGESPAR.

## Galeria

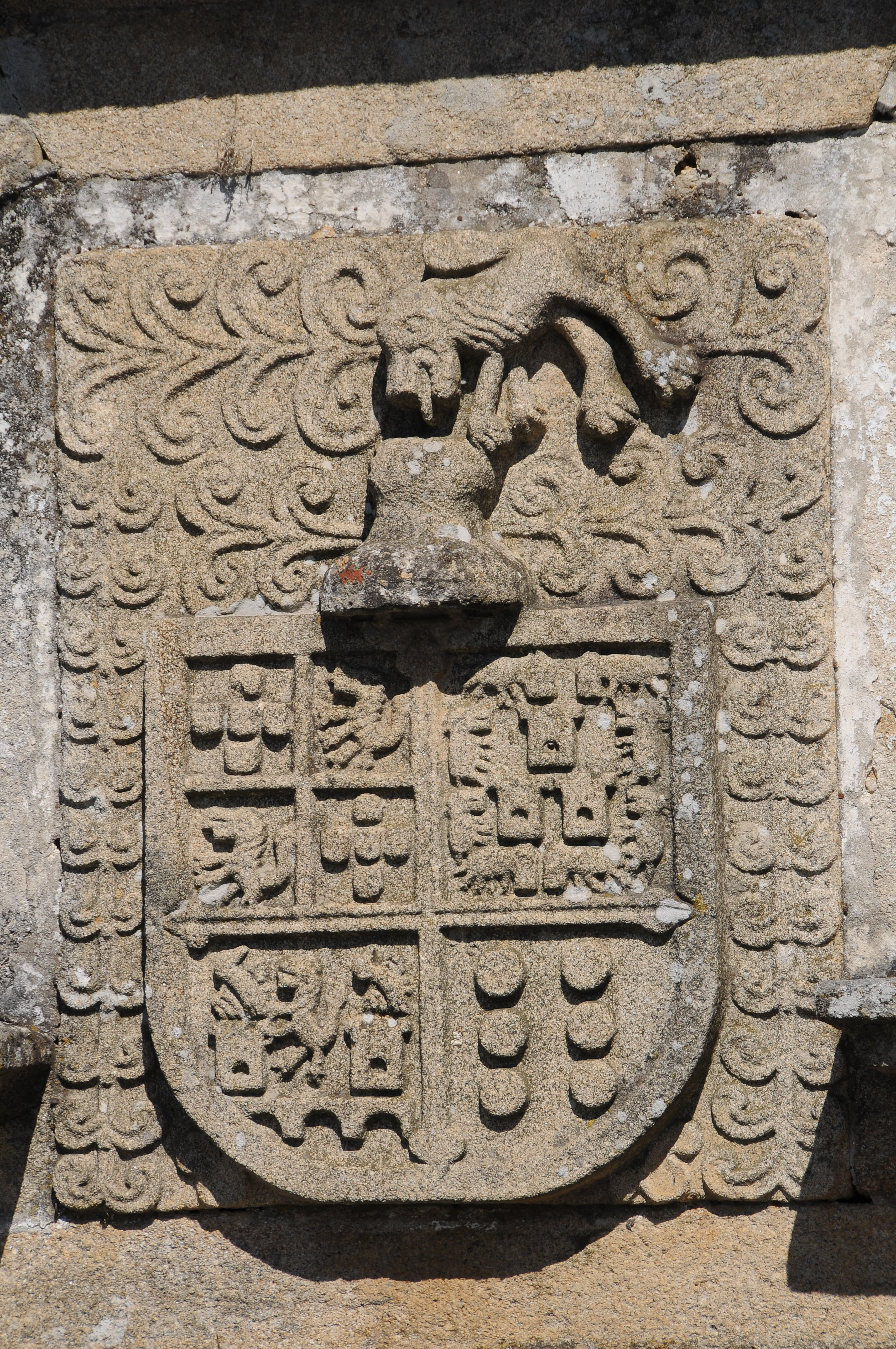
Brasão da família Castro
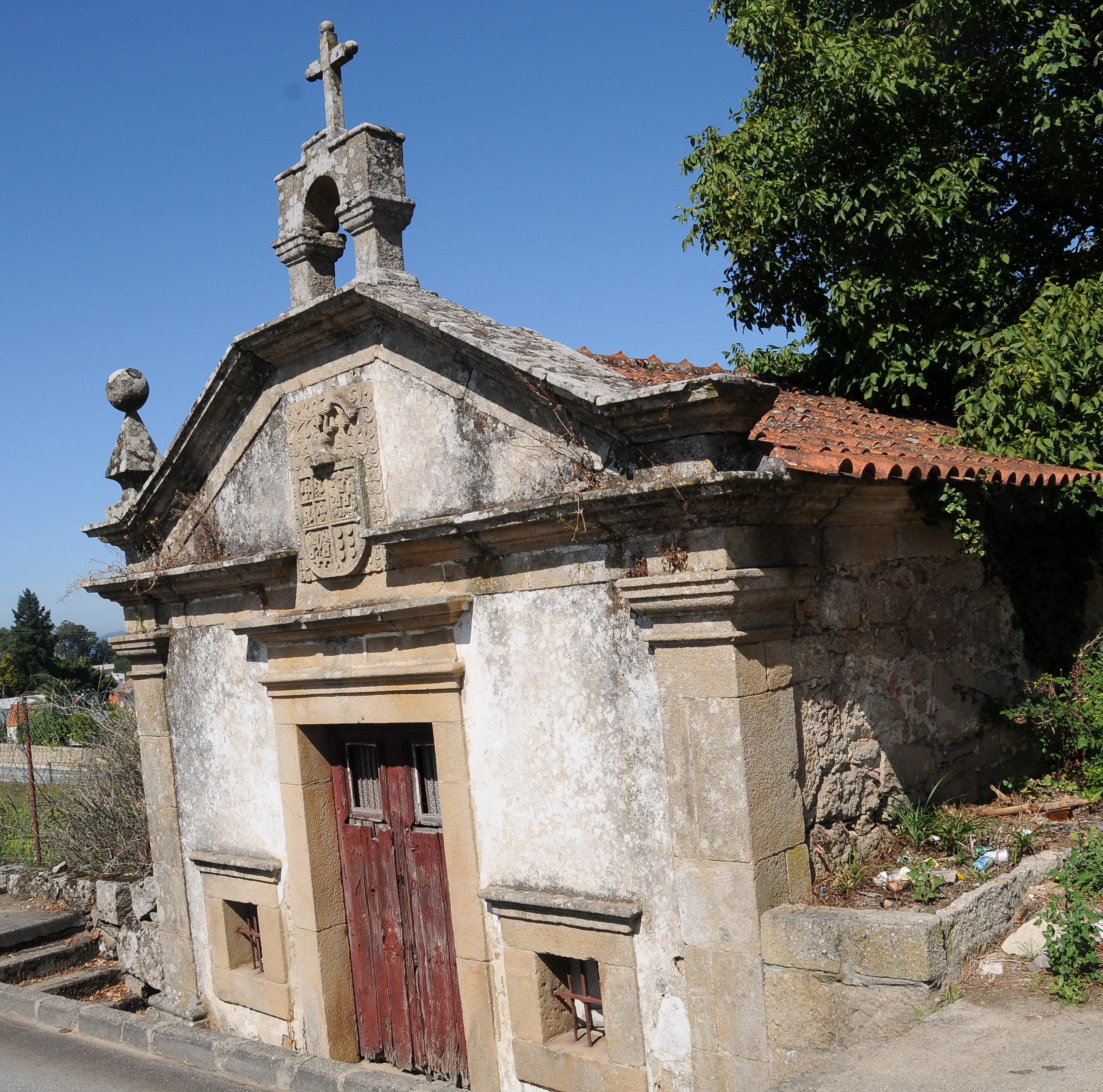
Capela do Solar de Galvão
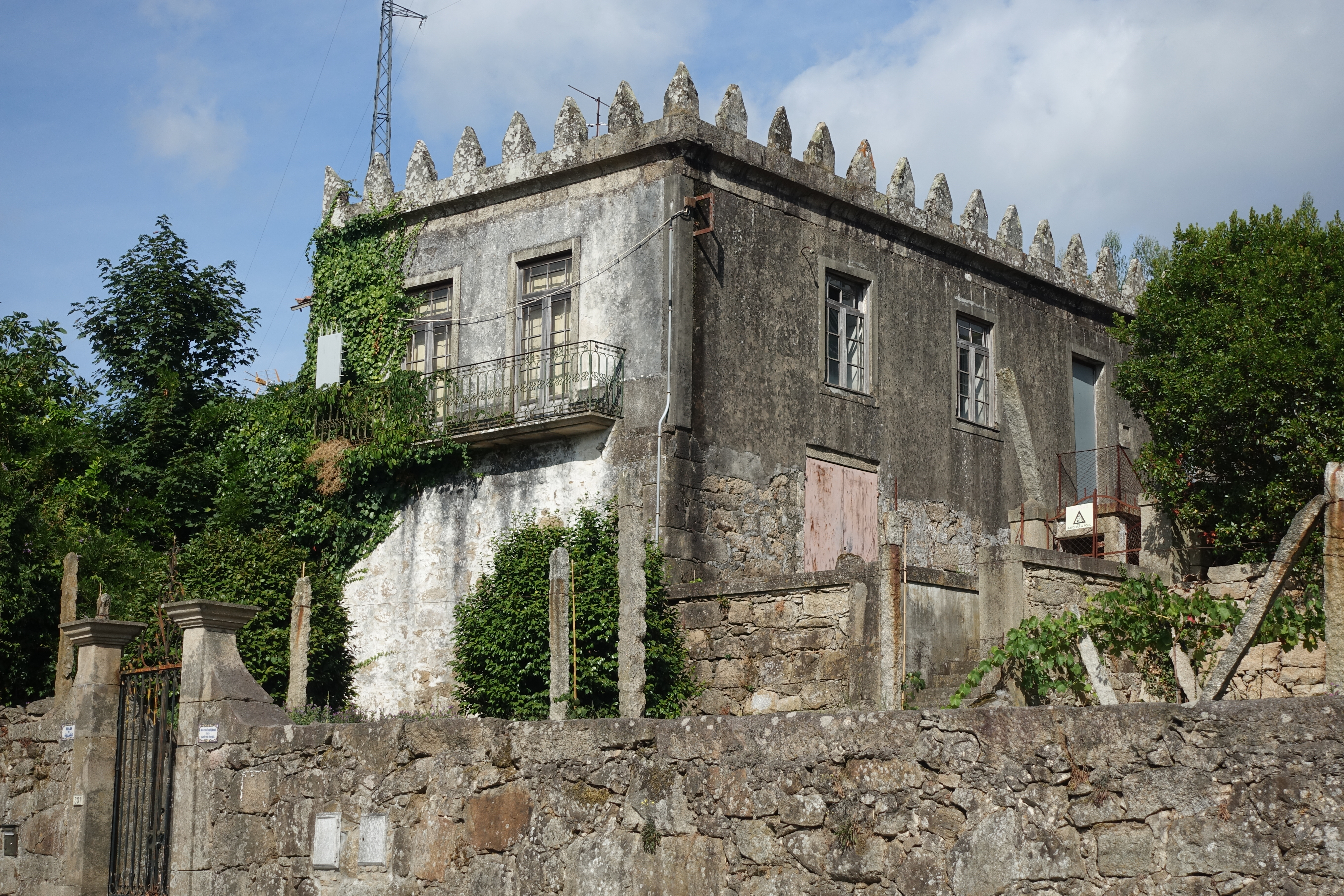
Solar de Galvão